# Luis Medina Castro
Luis Antonio Medina Castro (Buenos Aires, Argentina, 12 de abril de 1928 - Buenos Aires, Argentina, 22 de mayo de 1995) fue un actor argentino de ascendencia caboverdiana.

## Carrera artística
Comenzó a los 19 años de edad en teatros independientes. Estudió en el Seminario Dramático, destacándose en la obra "Té y simpatía", en 1953, con Elina Colomer. Integró la compañía de Delia Garcés, con quien compuso "El límite", "El lecho de hojas" y "La cama de oro". Además representó "Fuenteovejuna", "Romeo y Julieta", en el Teatro General San Martín, "El Principito", "Los mirasoles", junto con la Comedia Nacional y la dirección de Osvaldo Bonet, el musical "¡Hello Dolly!", de Daniel Tinayre, con Libertad Lamarque en el Teatro Odeón, "Que Irma duerma", de Julio Baccaro, en el Teatro Nacional Cervantes, "María de los dos", de Pablo Palant, con María Luisa Robledo, "Gotán", con Alicia Aller.
En 1951 debutó en cine junto a Tita Merello en "Pasó en mi barrio", con dirección de Mario Soffici, donde compuso a Carozo, y en los títulos figuró como Luis Medina. Fue considerado Revelación Masculina por la Asociación de Cronistas Argentinos en dos oportunidades: en 1953, por su labor en "Ellos nos hicieron así" y en 1959 por "Zafra". Sus mejores actuaciones las cumplió en "El grito sagrado", de Luis César Amadori, "Guacho", de Lucas Demare, Los de la mesa 10, de Simón Feldman y "La patota", por la que fue galardonado como Mejor Actor de Reparto por el Instituto de Cine, de Tinayre. En 1961 acompañó a Raúl Rossi y a Enrique Fava en "El centroforward murió al amanecer", que fue un éxito. En la década de 1960" fue convocado por diversos directores como David José Kohon, Rodolfo Kuhn, José A. Martínez Suárez y Fernando Siro, quien le dio uno de sus tantos protagónicos en "Nadie oyó gritar a Cecilio Fuentes". En 1965 adquirió popularidad con si intervención en el ciclo televisivo "La tuerca", con Nelly Láinez, Vicente Rubino y Carmen Vallejo; el programa se mantuvo hasta 1974 y fue premiado. En "Maternidad sin hombres", de 1968, acompañó a Nelly Panizza y a Irma Córdoba componiendo un personaje dramático, aunque también interpretó cómicos en otros labores. Compuso a Liu en "Kuma Ching", donde actuaron y formaron pareja Luis Sandrini y Lola Flores (en 1969). A principios de los setenta dobló la voz de Carlos Monzón en la exitosa película "La Mary", con Susana Giménez.
En el año 1965 también participó como recitante en la grabación de un disco histórico junto a Astor Piazzolla y Edmundo Rivero sobre poemas y letras para milonga de Jorge Luis Borges. El disco, que en su momento no recibió el reconocimiento que merecía, es hoy considerado un clásico en la discografía de Piazzolla, con temas como "Jacinto Chiclana" que han sido incorporados al imaginario colectivo bonaerense.
En el medio televisivo participó en 1959 del programa Historia de jóvenes  transmitido por Canal 7 que recibió el Premio Martín Fierro de ese año en el rubro telenovelas, Tardes de vosotras, Romeo y Julieta, Hombres y mujeres de bronce, con Selva Alemán, El hombre del ovni, El trapero, Tu rebelde ternura, Profesión, ama de casa, con Susana Campos, El jugador, Barracas al sur, El coraje de querer, Las 24 horas, con Amelia Bence, Todos los días la misma historia (1982), con Beatriz Taibo, entre otros.
Actuando en varios films, en 1978 acompañó a Rafael Carret en Patolandia nuclear, ciclo que fue llevado al cine por Julio Saraceni con libretos de Héctor Maselli. A mediados de la década del 80" compuso a un oficial en Las barras bravas, donde se reencontró con Tita Merello, con quien había actuado en varias oportunidades, también participó Mercedes Carreras y Esteban Mellino, y un año después secundó a Juan Carlos Altavista (Minguito) y a Juan Carlos Calabró en una de las versiones de Mingo y Aníbal, del cual se hicieron varias películas.
Con papeles más breves y serios, realizó sus últimos trabajos en cine. En 1987 filma con cierto éxito "La Virgen Gaucha", en 1993 participó de "El Caso María Soledad", ese mismo año fue convocado por Enrique Muzio para realizar un pequeño labor en "El cóndor de oro", que se estrenó después de su fallecimiento. Falleció a los 67 años el 22 de mayo de 1995 en Buenos Aires. Su hija Claudia Medina Castro es artista plástica, María Gabriela es cantante y Ulises es músico.[cita requerida]

## Filmografía
- El cóndor de oro (1995)
- El caso María Soledad (1993)
- La virgen gaucha (1987)
- Mingo y Aníbal en la mansión embrujada (1986)
- Las barras bravas (1985)
- El caso Matías (1985)
- Buenos Aires, la tercera fundación (1980)
- Castelao (Biografía de un ilustre gallego) (no estrenada comercialmente - 1980)
- El Fausto criollo (1979)
- Patolandia nuclear (1978)
- Furia en la isla (1976)
- Difunta Correa (1975)
- Quebracho (1974)
- Ésta es mi Argentina (1974)
- Si se calla el cantor (1973)
- La pandilla inolvidable (1972)
- Mi hijo Ceferino Namuncurá (1972)
- Nosotros los monos (1970)
- Amalio Reyes, un hombre (1970)
- Don Segundo Sombra (1969)
- Kuma Ching (1969)
- Maternidad sin hombres (1968)
- Soluna (1967)
- Nadie oyó gritar a Cecilio Fuentes (1965)
- Los guerrilleros (1965)
- Esquiú, una luz en el sendero (1965)
- Viaje de una noche de verano (1965)
- Gotán (corto - 1965)
- Una excursión a los indios ranqueles (inconclusa - 1965)
- Los inconstantes (1963)
- Dar la cara (1962)
- Tres veces Ana (1961)
- El centroforward murió al amanecer (1961)
- Los de la mesa 10(1960)
- La patota (1960)
- Zafra (1959)
- Bendita seas (1956)
- Guacho (1954)
- El grito sagrado (1954)
- Ellos nos hicieron así (1953)
- Pasó en mi barrio (1951)

## Discografía
- 1978: "El evangelio criollo" Junto a Los Pucareños - RCA
- ????: "Luis Medina Castro" (EP) - DISC JOCKEY
- ????: "Don Segundo Sombra" (Simple) - MINISTERIO DE EDUCACIÓN Y JUSTICIA DE LA NACIÓN
- ????: "Poesía gauchesca" junto a Fernando Vegal y Alfredo Alcón
- 1965: "El tango" junto a Edmundo Rivero y Astor Piazzolla - POLYDOR